# Кегелев, Евгений Александрович
Евге́ний Алекса́ндрович Ке́гелев (2 октября 1986, Шопоков, Сокулукский район — 7 марта 2020, Красноярск) — российский легкоатлет. Чемпион летних Паралимпийских игр 2012 года в Лондоне, заслуженный мастер спорта России.

## Биография
Родился в городе Шопоков Сукулукского района Киргизии.
В 2004 году начал заниматься лёгкой атлетикой в Специализированной спортивной школе инвалидов, у тренера Александра Мельникова, на стадионе «Центральный». Он страдал нарушениями зрения и слуха.
В 2006 году на чемпионате России по лёгкой атлетике среди лиц с нарушением зрения стал бронзовым и серебряным призером соревнований.
В 2007 году на чемпионате России по лёгкой атлетике среди лиц с нарушением зрения стал золотым и серебряным призером и выполнил норматив кандидата в мастера спорта.
В 2007 году на III всемирных играх UBSA в Бразилии (город Сан-Паулу) вошел в пятерку лучших.
В 2008 году, на чемпионате России в городе Тула, занял первое место в тройном прыжке и третье — в прыжках в длину, выполнив при этом норматив мастера спорта. На открытом чемпионате Голландии (город Эммелоорд) стал победителем в тройном прыжке и прыжках в длину, что послужило основанием для включения Евгения в состав сборной России для участия в Паралимпийских играх в Пекине.
В Пекине в составе российской эстафетной четверки в беге 4х100 не смог пробиться через квалификацию. Помимо эстафеты спортсмен выступил два раза — 9 сентября занял 7 место в тройном прыжке, 13 сентября стал 11-м в прыжках в длину, при этом травма помешала ему выступить в полную силу.
В 2012 году вошел в состав российской сборной на Паралимпиаде в Лондоне и впоследствии стал первым в истории края паралимпийским чемпионом.
В 2020 году в начале января перенёс операцию, ему удалили родимое пятно. Затем возникло раковое заболевание. Скончался 7 марта 2020.

## Награды
- Орден Дружбы (10 сентября 2012 года) — за большой вклад в развитие физической культуры и спорта, высокие спортивные достижения на XIV Паралимпийских летних играх 2012 года в городе Лондоне (Великобритания)[1].
- Заслуженный мастер спорта России (2012).